# Computer + Personal
| QS-Informatik | Dieser Artikel wurde wegen inhaltlicher Mängel auf der Qualitätssicherungsseite der Redaktion Informatik eingetragen. Dies geschieht, um die Qualität der Artikel aus dem Themengebiet Informatik auf ein akzeptables Niveau zu bringen. Hilf mit, die inhaltlichen Mängel dieses Artikels zu beseitigen, und beteilige dich an der Diskussion! (+) Begründung: Vollprogramm (Auflage; Erscheinungsweise...) --2003:C6:33CC:BF25:4108:9F10:E03D:F066 10:36, 18. Nov. 2016 (CET) |

Computer + Personal: CoPers war eine Fachzeitschrift für Electronic Human Resource Management (eHRM). Anfangs war der Namenszusatz e-HR-Personalarbeit. Sie wurde von 2003 bis 2007 im „Datakontext-Fachverlag“ in Frechen-Königsdorf herausgegeben. Die Zeitschrift erschien achtmal im Jahr und behandelte im Wesentlichen die Themen Anwendungssoftware, E-Learning, Informations-/Kommunikationslösungen, Jobbörsen, Portale und Schnittstellen. Sie hatte mehrere Vorgänger, ihr Nachfolger ist seit 2008 die HR-Performance: Businesspartner für Personalverantwortliche.